# Туман (фільм, 2005)
«Туман» (англ. The Fog) — американський фільм жахів 2005, ремейк однойменного фільму 1980 року.

## Сюжет
Невелике прибережне містечко готується до ювілею, збираються відкривати пам'ятник чотирьом засновникам міста. Один із нащадків засновників виявляє щоденник дідуся, в якому розповідається, як був навмисне затоплений і розграбований корабель, багатство з якого і пішло на заснування міста. А в цей час починають відбуватися дивні події: з моря насувається густий туман, пропадає електрика, б'ються шибки, зникають люди. Місцевий священник вважає, що місто прокляте.

## У ролях
- Том Веллінг — Нік Касл
- Меггі Грейс — Елізабет Вільямс
- Сельма Блер — Стіві Вейн
- Дерей Девіс — Спунер
- Кеннет Волш — Том Мелоун
- Раде Шербеджія — капітан Вільям Блейк

## Відмінності від оригінального фільму
У даному фільмі, на відміну від оригінального, сюжетно робиться більший акцент на історії обставин, які породили туман. У рімейку частіше демонструються привиди і різного роду обставини загибелі людей.